# Cerocala revulsa
Cerocala revulsa är en fjärilsart som beskrevs av Hans Daniel Johan Wallengren 1875. Cerocala revulsa ingår i släktet Cerocala och familjen nattflyn. Inga underarter finns listade i Catalogue of Life.